# Bronchiolite
 Mise en garde médicale
Une bronchiolite est une infection aiguë des voies respiratoires inférieures d'origine virale, touchant les petites bronches du nourrisson et du jeune enfant et se transmettant sur un mode épidémique saisonnier. Les symptômes respiratoires sont souvent inquiétants pour les parents, mais cette maladie est le plus souvent bénigne. 99 % des bébés s'en sortent naturellement et seulement 0,3 % d'entre eux ont eu besoin d'être hospitalisés en 2021.

## Causes
Le virus respiratoire syncytial (VRS) en est responsable, classiquement, dans près de 80 % des cas.
D'autres virus peuvent en être la cause (metapneumovirus, rhinovirus, adénovirus, virus de la grippe et parainfluenza, entérovirus, etc.). Le HMPV (Human Metapneumovirus) a été identifié en 2001 et semble être responsable de près de 10 % des bronchiolites.

## Épidémiologie

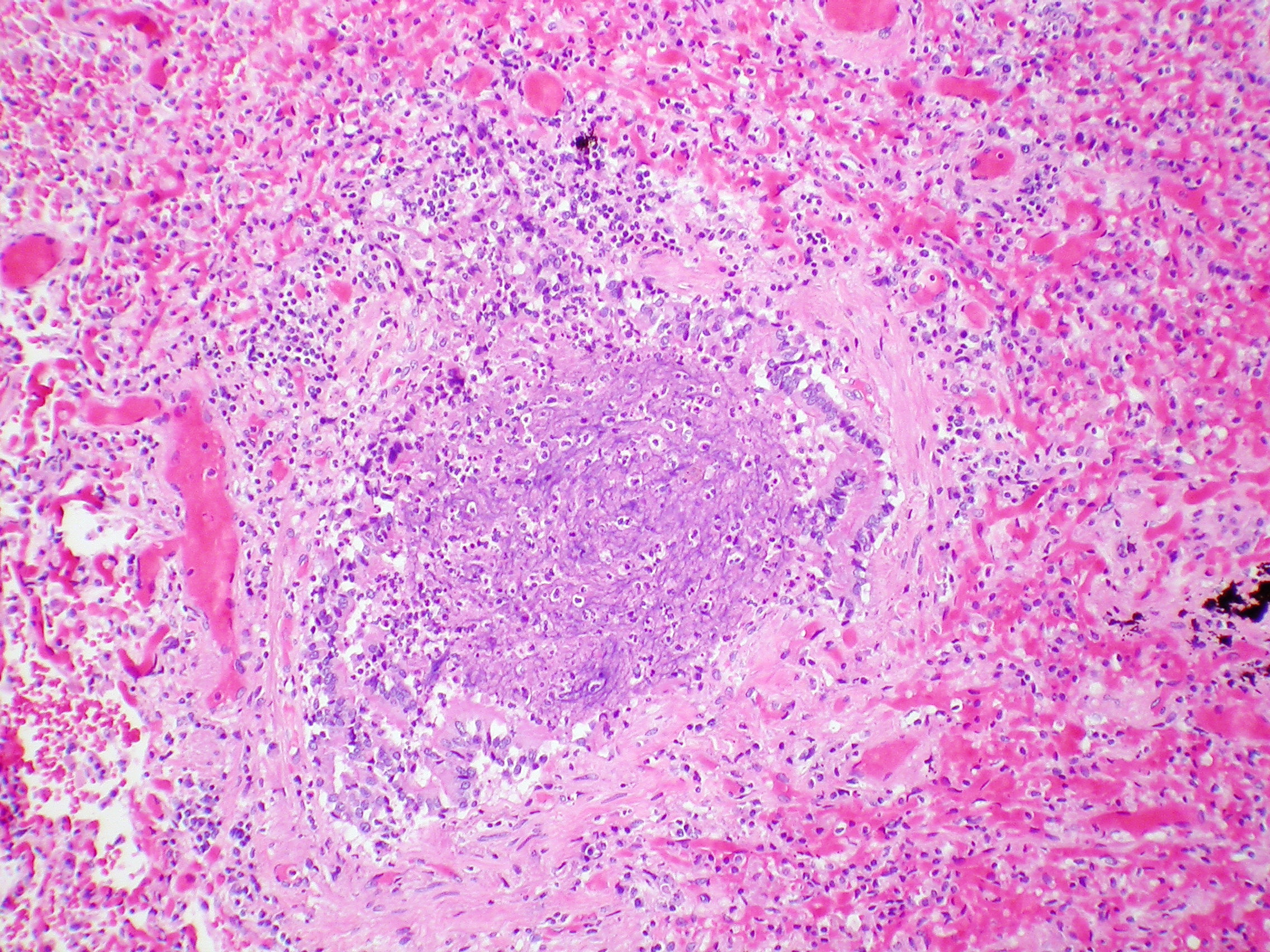
Exsudat inflammatoire aigu obstruant la lumière de la bronchiole et inflammation aiguë d'une partie de la paroi de la bronchiole

La bronchiolite touche principalement les nourrissons de moins de deux ans. Elle évolue par épidémies saisonnières automno-hivernales, généralement de la mi-octobre à la fin de l'hiver, avec un pic de cas aux mois de décembre/janvier,. C'est la maladie virale la plus  fréquente chez les enfants de moins de deux ans avec près de 480 000 cas par an en France, ce qui correspond à 30 % des nourrissons.
Les enfants fragiles (prématurés, faible poids de naissance, âge inférieur à six semaines, anomalies respiratoires préexistantes, porteurs de maladies cardiaques ou neurologiques, immunodéficients…) sont particulièrement touchés, ainsi que ceux exposés au tabagisme passif ou à d'autres facteurs environnementaux (garde en collectivité, fratrie nombreuse, zone urbaine, bas niveau socio-économique sont des facteurs favorisants les récidives).
1 à 2 % des bronchiolites sont graves. Chaque année, en France, 2 % des nourrissons de moins d'un an seraient hospitalisés pour une bronchiolite plus sévère, mais les décès imputables à la bronchiolite aiguë sont très rares (inférieurs à 1 %).
La période épidémique débute vers mi-octobre et court de décembre à janvier en Europe et peut s'étendre jusqu'à la fin de l'hiver.
C'est la première cause d'hospitalisation des enfants aux États-Unis et la première cause de consultation et d’hospitalisation dans des services de pédiatrie et en réanimation pédiatrique durant la période hivernale en France.

## Physiopathologie
La contamination est interhumaine, le virus en cause se transmet soit directement par le biais des sécrétions contaminées (lors d'une toux ou d'un éternuement, la salive) soit indirectement (par les mains souillées). Le VRS peut survivre à l'air libre 30 minutes sur la peau et jusqu'à six à sept heures sur un linge.
La période d'incubation est de deux à huit jours, puis le virus se multiplie dans la muqueuse nasale (une rhinopharyngite inaugure ainsi fréquemment une bronchiolite). Il gagne ensuite les voies respiratoires inférieures pour atteindre les bronchioles où il se multiplie, au sein des cellules épithéliales.
Le tableau clinique est dû à une obstruction des voies aériennes, d'une part causée par un bouchon muqueux obstruant la lumière, d'autre part due à une inflammation de la paroi bronchique. Le bouchon muqueux est créé par l'accumulation de cellules mortes et de sécrétions muqueuses. L'obstruction n'est que peu liée au spasme bronchique, les muscles lisses étant encore peu développés à cet âge.
Le virus est éliminé au bout de trois à sept jours en moyenne, mais la contamination peut parfois durer jusqu'à quatre semaines.

## Description du tableau clinique
Les premiers symptômes sont ORL avec une rhinite (écoulement nasal) et une toux plutôt sèche. L'obstruction nasale est variable ainsi que la fièvre, absente ou modérée (autour de 38 °C). Cette rhinopharyngite aiguë peut rester isolée, mais précède la bronchiolite de 24 à 72 heures, et doit donc inciter à la vigilance en période épidémique.
La bronchiolite proprement dite se manifeste par une difficulté respiratoire (dyspnée) avec respiration rapide (tachypnée). La dyspnée prédomine à l'expiration, est plus ou moins bruyante et accompagnée d'un freinage (augmentation du temps expiratoire par rapport au temps inspiratoire), voire d'une distension thoracique et de signes de lutte tels qu'un battement des ailes du nez ou un tirage inter-costal et sus-claviculaire). Elle ne doit pas être confondue avec l'asthme du nourrisson.
Certains signes de gravité justifient une consultation en urgence :
- enfant très jeune (moins de trois mois) ;
- difficultés ou refus alimentaires ;
- apnée (pause respiratoire) ou tachypnée > 60 par minute ;
- sueurs, cyanose (coloration bleutée de la peau) ;
- fréquence cardiaque très élevée ;
- troubles de la conscience : perte de connaissance, malaise.

L'auscultation des poumons perçoit au début de la maladie des crépitants (secs et inspiratoires) et/ou des sous-crépitants (plus humides et expiratoires), surtout chez le jeune nourrisson. Puis apparaissent des râles bronchiques et des sibilants, parfois audibles à distance (wheezing). Après l'âge d'un an, l'auscultation retrouve des râles sibilants expiratoires. Parfois l'auscultation peut être normale, notamment dans les formes graves à thorax distendu.
Malgré l’existence de nombreux guides de pratique clinique dans différents pays, d’importantes variations dans les approches du diagnostic, de la surveillance et de la prise en charge sont constatées.

## Évolution

### À court terme
La période d'incubation est de deux à huit jours puis les symptômes apparaissent et atteignent un pic d'intensité après deux à quatre jours. L'évolution clinique est favorable dans la très grande majorité des cas.
L'évolution peut être traînante, avec une toux et une respiration sifflante pouvant se prolonger quelques semaines.
Le risque de décès à la phase aiguë, notamment à la suite d'une apnée, est souvent nul dans les séries occidentales les plus récentes.

### Surinfection bactérienne
Une surinfection par une bactérie est possible. C'est uniquement dans ce cas qu'une antibiothérapie est utile. Les trois germes les plus fréquemment rencontrés sont Haemophilus influenzae, Streptococcus pneumoniae et Moraxella catarrhalis. Une réévaluation clinique de l'enfant est nécessaire dans les cas suivants :
- une otite moyenne aiguë associée ;
- une fièvre supérieure à 38,5 °C persistante ;
- des sécrétions bronchiques purulentes associées à de la fièvre ;
- un foyer pulmonaire à la radiographie thoracique ;
- une élévation de la CRP et des polynucléaires neutrophiles à la prise de sang.

### À moyen et long terme
Persistance des signes respiratoires au-delà des deux à trois semaines habituelles, et notamment du wheezing qui peut devenir chronique.
Répétition des épisodes lors des deux premières années de vie. On parle d'« asthme du nourrisson » à partir du 3e épisode ; celui-ci évolue vers un asthme du grand enfant dans seulement 20 à 25 % des cas.

## Examens complémentaires
En règle générale, le tableau est suffisamment typique sans qu'aucun examen complémentaire soit nécessaire.
- La radiographie pulmonaire montre une opacité diffuse de la trame pulmonaire, une augmentation de la taille des espaces intercostaux et un abaissement des coupoles diaphragmatiques.
- La recherche du virus respiratoire syncytial peut être faite soit directement dans un prélèvement de la gorge ou du nez, soit indirectement par la recherche de ses antigènes. Cette recherche s'avère positive dans 70 %. Elle n'a d'intérêt que dans le cadre d'enquêtes épidémiologiques.
- Une mesure de la saturation en oxygène du sang par Oxymétrie colorimétrique peut être utile si une forme grave est suspectée.

En cas de bronchiolites répétées, il faut rechercher une maladie sous-jacente, par des examens complémentaires qui seront choisis en fonction des symptômes de l'enfant :
- corps étranger bronchique ;
- mucoviscidose ;
- déficit immunitaire ;
- infection ORL chronique ;
- allergie ;
- tuberculose ;
- reflux gastro-œsophagien ;
- troubles de la déglutition.

Cependant, dans la grande majorité des cas, aucune cause n'est retrouvée, et la répétition des épisodes n'est due qu'à une exposition trop importante à d'autres enfants malades.

## Critères de gravité pour une hospitalisation
Parfois la bronchiolite aiguë du nourrisson pourrait mettre en jeu le pronostic vital et l'hospitalisation est nécessaire dans les cas suivants :

Sévérité clinique
- Altération importante de l'état général
- Apnée et cyanose
- Fréquence respiratoire supérieure à 60 par minute
- Saturation en O2 inférieure à 94 % en air ambiant et au repos ou lors de la prise du biberon
- Troubles de la ventilation suspectés par la clinique et confirmés par la radiologie
- Troubles digestifs (vomissement, anorexie) compromettant l'hydratation, déshydratation avec perte de poids supérieure à 5 %

Terrain
- Âge inférieur à 6 semaines
- Prématurité inférieure à 34 SA, âge corrigé inférieur à 3 mois
- Cardiopathie ou pathologie pulmonaire chronique grave

Environnement
- Difficultés psycho-sociales, environnement familial problématique

## Prévention
Deux anticorps monoclonaux et désormais trois vaccins permettent une immunisation contre le virus respiratoire syncytial.
Le palivizumab est un anticorps monoclonal dirigé contre le virus respiratoire syncytial. Il est efficace dans la prévention de la bronchiolite mais son coût, très important, le réservait à certains enfants particulièrement fragiles. Il n'a pas d'efficacité curative démontrée, de la même façon que pour les autres traitements antiviraux. Donné en injection intramusculaire mensuelle pendant cinq mois, il permettait d'éviter les formes graves de la maladie. Il était administré aux prématurés, aux nouveau-nés avec une maladie pulmonaire ou une cardiopathie congénitales.
Le nirsevimab (Beyfortus) a l'avantage de pouvoir être donné en une unique injection. Ce médicament préventif a reçu l'autorisation de l'Agence européenne des médicaments le 16 septembre 2022. Il est commercialisé en 2023,.
En 2024, deux vaccins contre le virus respiratoire syncytial (VRS), à protéine recombinante, ont obtenu une autorisation de mise sur le marché (AMM) : Arexvy (GSK) et Abrysvo (Pfizer). Ils sont suivis par un troisième (mRESVIA de Moderna) qui utilise la technique de l'ARN messager. En France, les personnes âgées de 75 ans et plus ou celles de 65 ans et plus présentant des pathologies cardiorespiratoires chroniques sont invitées à se faire vacciner.
Le vaccin Abrysvo, développé par Pfizer, recourt à la  technologie classique des protéines virales, sans adjuvant. Il contient des  glycoprotéines F (de préfusion) des types VRS A et B. Ce vaccin peut être administré par injection à la mère au 8e mois de grossesse (entre 32 et 36 semaines d'aménorrhée) afin d'immuniser le bébé jusqu'à ses 6 mois (période où il est le plus vulnérable).

## Traitement
Avant le vaccin, il n'existait pas de traitement étiologique ou préventif largement disponible contre cette infection : la prise en charge de la bronchiolite était essentiellement symptomatique,.

### Mesures générales
La désobstruction rhinopharyngée, consistant en un nettoyage du nez et du circuit nez/sinus/arrière gorge est primordiale. Elle doit être réalisée plusieurs fois par jour, avec du sérum physiologique, narine par narine, nourrisson couché sur le dos, la tête tournée sur le côté ou en position latérale. L'utilisation du mouche-bébé est moins efficace.
Il faut veiller à apporter une hydratation et une alimentation suffisantes et adaptées à la fièvre et à la polypnée, qui augmentent légèrement les besoins. Il peut être utile de fractionner les repas de l'enfant.
Il faut assurer la suppression du tabac dans l'environnement. La chambre de l'enfant doit être correctement aérée et la température maintenue sous 19 °C.
Lors du couchage, il est recommandé de placer l'enfant en position proclive dorsale à 30 degrés (c'est-à-dire la tête et le torse surélevés par rapport aux jambes).
Dans les formes graves l'hospitalisation est de mise avec oxygénothérapie (parfois sous forme d'oxygénothérapie nasale à haut débit ou de ventilation en pression positive continue), alimentation entérale ou parentérale, voire la ventilation assistée.

### Traitement médicamenteux
Les sirops contre la toux et les médicaments sédatifs ne sont pas indiqués car la toux doit être respectée.
Les mucolytiques et les mucorégulateurs n'ont pas d'indication per os. Les mucolytiques peuvent être dangereux en nébulisation, parfois responsables d'un bronchospasme.
Les corticoïdes, bronchodilatateurs bétamimétiques, antihistaminiques et antibiotiques n'ont pas d'efficacité sur la durée ou la sévérité de la maladie.
La nébulisation de solutions salines hypertoniques (≥ 3 %) peut améliorer les symptômes ainsi que la durée de séjour d'un nourrisson hospitalisé. Elle pourrait également réduire le risque d'hospitalisation pour un nourrisson pris en charge aux urgences ou en ambulatoire. Les données des études restent de qualité faible à modérée. L'ajout de vitamine D ou de zinc à la nébulisation de solutions salines hypertoniques est inutile, mais l'effet de la vitamine D seule contre placebo permet de réduire la durée d'hospitalisation de deux jours. (Le récepteur de la vitamine D serait impliqué dans cette maladie,.) Un taux prénatal plus élevé de vitamine D est associé à une prévalence plus faible d'infections respiratoires de 60 % avant six mois et seulement de 20 % de six mois à trois ans,.
Les antibiotiques ne sont utilisés que dans les rares complications bactériennes. Il faut alors choisir un antibiotique efficace contre les trois germes les plus fréquemment rencontrés (Haemophilus influenzae, Streptococcus pneumoniae et Moraxella catarrhalis). En l'absence d'allergie, l'amoxicilline associée à de l'acide clavulanique est une antibiothérapie possible.
D'après une méta-analyse, l'utilisation de formulations de médecines chinoises traditionnelles en complément des soins habituels réduit la durée d'hospitalisation mais des études cliniques complémentaires sont indispensables pour établir un protocole d'utilisation rigoureux.

### Kinésithérapie
En France, à la différence de la pratique aux États-Unis, la kinésithérapie respiratoire a été préconisée par un consensus datant de l'an 2000. Cette recommandation était fondée sur un faible niveau de preuve (grade C). La technique est celle de l'augmentation du flux expiratoire (AFE lente) avec toux provoquée. En particulier, il n'a pas été démontré d'efficacité de cette technique tant en termes de délai de guérison que de taux de survenue de complications. Les vomissements et troubles respiratoires ont été plus fréquents dans le groupe traité par kinésithérapie. D'autre part, on estime que la kinésithérapie entraîne environ une fracture de côte pour 1 000 nourrissons traités. Le recours systématique à la kinésithérapie respiratoire n'est probablement pas justifié,. La prise en charge en kinésithérapie réalisée en ambulatoire permettrait de soulager les symptômes et de rassurer les parents.
Les techniques utilisant la percussion et les vibrations ont été évaluées mais n'apportent pas la preuve de leur efficacité et ne sont plus utilisées depuis les années 1990. Par contre aucun effet indésirable n'a été recensé en utilisant ces techniques.

### Liens connexes
- Rhinite
- Maladie respiratoire
- Toux
- Asthme